# Evans (Colorado)
Evans ist eine Home Rule Municipality im Weld County des US-Bundesstaates Colorado. Sie liegt nahe der Stadt Wichita.

## Geschichte
Benannt nach dem zweiten Territorialgouverneur von Colorado, John Evans, wurde die Stadt 1867 gegründet und war zweimal der Verwaltungssitz (County Seat) von Weld County, bevor Greeley schließlich diesen Status erhält. Die Legende in Evans besagt, dass die County-Aufzeichnungen von Nachtschwärmern aus Greeley gestohlen wurden, die auch das Gerichtsgebäude mit den Dokumenten des County-Sitzes niederbrannten. Die Stadt wurde 1885 als Gemeinde gegründet.
Heute ist Evans, wie andere Städte in Colorado entlang des South Platte Rivers, die Heimat einer schnell wachsenden hispanischen Bevölkerung. Evans verfügt über mehrere primäre Gewerbegebiete entlang des US Highway 85 südlich der Kreuzung mit der US 34 sowie entlang der 23rd Avenue und der 37th Street, wobei neue Gewerbegebiete entstehen, wobei sich die Stadt nach Westen und Süden des South Platte River ausdehnt.

## Demografie
Nach einer Schätzung von 2019 leben in Evans 21.205 Menschen. Die Bevölkerung teilte sich im selben Jahr auf in 87,4 % Weiße, 1,3 % Afroamerikaner, 1,3 % amerikanische Ureinwohner, 3,5 % Asiaten, 0,1 % Ozeanier und 4,1 % mit zwei oder mehr Ethnizitäten. Hispanics oder Latinos aller Ethnien machten 44,5 % der Bevölkerung aus. Das mittlere Haushaltseinkommen lag bei 59.527 US-Dollar und die Armutsquote bei 15,2 %.
| Jahr | Einwohner¹ |
| ---- | ---------- |
| 1950 | 862        |
| 1960 | 1.453      |
| 1970 | 2.570      |
| 1980 | 5.063      |
| 1990 | 5.877      |
| 2000 | 9.514      |
| 2010 | 18.537     |
| 2020 | 22.165     |

¹ 1950 – 2020: Volkszählungsergebnisse